# Charterzug
Ein Charterzug ist ein Sonderzug (in der Schweiz Extrazug, in Österreich Separatzug), der im Ganzen befristet gegen die Entrichtung eines Nutzungsentgelts überlassen wird (siehe Charter).

## Anbieter (Auswahl)
- Dr.-Tigges-Fahrten (1948 bis 1974)
- Euro-Express Sonderzüge (seit 1992)
- Hummel-Reisen (1953 bis 1974)
- Mittelthurgaubahn bzw. Reisebüro Mittelthurgau (1982 bis 2001)
- Scharnow-Reisen (1953 bis 1974)
- SVG (seit 1996)
- Touropa (1951 bis 1974)
- Wedler Franz Logistik (seit 2004)

## Beispiele
- Apfelpfeil – Tagesreisezug im Auftrag der „Internationalen Apfelpfeil Organisation“
- TUI-Ferienexpress – Liegewagenzug der Deutschen Bundesbahn im Auftrag der TUI
- Tourex – Schlaf- und Liegewagenzug der Deutschen Reichsbahn im Auftrag des Reisebüros der DDR
- «Churchill-Pfeil» – Aussichtstriebwagen, vermarktet durch SBB Charter